# Pseudònim

Banksy és el nom artístic d'un grafiter

El pseudònim o nom artístic és un nom fals utilitzat per un artista per signar les obres sense ser reconegut. Quan es tracta d'escriptors, s'anomena nom de ploma i a internet, s'anomena àlies o nick i té com a finalitat crear un personatge virtual que actuï en el lloc de la persona real, com el malnom d'usuari de la viquipèdia.
L'ús pot venir provocat per la temàtica de l'obra (per exemple quan es tracta d'una novel·la eròtica o política), per exigències d'un concurs o motius personals. Altres vegades –sobretot en cantants de música lleugera i actors– la finalitat del pseudònim és tenir un nom que consideren més bonic o més exòtic i que, pretesament, pot facilitar-los l'èxit, com el Chaval de la Peca (Marc Parrot) o el Sergio Dalma (Josep Maria Capdevila). Un cas particular n'és el de les dones artistes, que sovint en el passat s'havien d'amagar sota un nom masculí per poder difondre la seva obra, com per exemple Víctor Català (Caterina Albert i Paradís). Un altre exemple de dona escriptora que signava les seves novel·les sota pseudònim és J. K. Rowling, l'editor de la qual li va recomanar que ho fes per no ser jutjada pel fet de ser dona i, conseqüentment, per vendre més, o Cleo Virginia Andrews, que usava de nom de ploma V. C. Andrews.